# Ematurga arenaria
Ematurga arenaria là một loài bướm đêm trong họ Geometridae.